# Marcel Lévesque
Pour les articles homonymes, voir Lévesque.
Joseph Marcel Lévesque, né le 6 décembre 1877 à Paris 18e et mort le 16 février 1962 à Paris 14e, est un acteur et scénariste français.

## Biographie

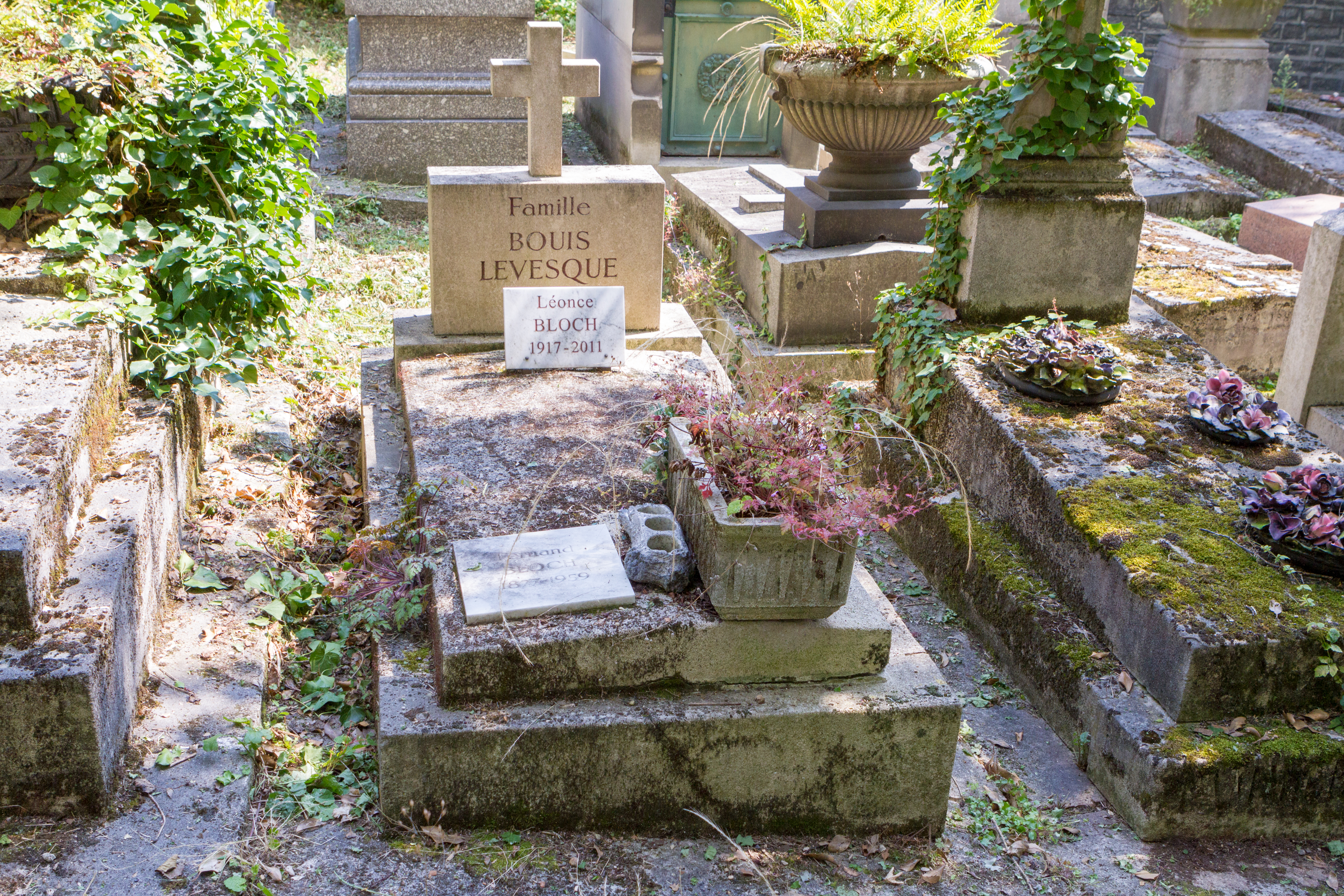
Tombe au cimetière du Père-Lachaise.

Sa carrière s'étend sur plus de quarante ans de l'époque du muet avec Léonce et Poupette de Léonce Perret (1913) ou la série Serpentin de Jean Durand, repris une dernière fois en 1922 par Alfred Machin jusqu'à Assassins et Voleurs de Sacha Guitry (1957) aux côtés de Jean Poiret et Michel Serrault. Marcel Lévesque est notamment l'interprète de Louis Feuillade pour Les Vampires (1915 et 1916) et Judex (1916) (rôle de Cocantin), ainsi que de Jean Renoir, inoubliable concierge dans Le Crime de M. Lange (1935).
Membre de l'Association de secours mutuels entre les artistes dramatiques depuis 1903, Marcel Lévesque deviendra en 1926 président de la Commission de la Maison de retraite des vieux comédiens de Couilly-Pont-aux-Dames.
Il est enterré au cimetière du Père-Lachaise (34e division). Il avait épousé Marie Fleury (1876-1969).

## Filmographie

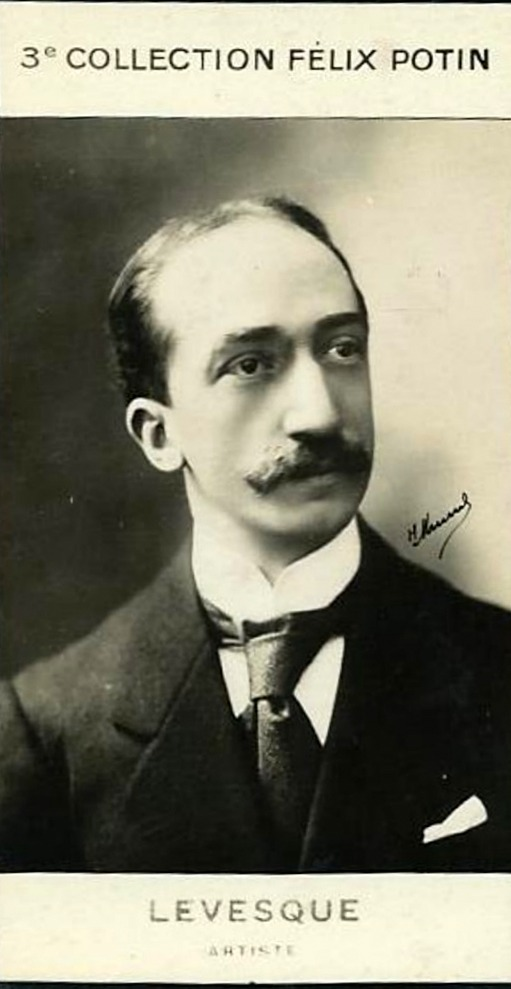

- 1909 : L'Arrestation de la duchesse de Berry réalisé par le Film d'Art
- 1913 : Léonce et Poupette de Léonce Perret, également scénariste : Le domestique
- 1913 : La belle-mère de Léonce Perret, également scénariste
- 1913 : L'Illustre Mâchefer de Louis Feuillade : Laidurot
- 1914 : Les Somnambules de Louis Feuillade : Jujubier
- 1914 : Le gendarme est sans culotte de Louis Feuillade
- 1914 : L'Hôtel de la gare de Louis Feuillade
- 1914 : Tu n'épouseras jamais un avocat de Louis Feuillade : Maître Tapire, l'avocat
- 1914 : Le Jocond de Louis Feuillade
- 1915 : Le Furoncle de Louis Feuillade
- 1915 : Le Sosie de Louis Feuillade
- 1915 : L'Angoisse au foyer de Louis Feuillade
- 1915 : Les Vampires 1 : La Tête coupée de Louis Feuillade : Oscar Mazamette
- 1915 : Les Vampires 2 : La Bague qui tue de Louis Feuillade : Oscar Mazamette
- 1915 : Les Vampires 3 : Le Cryptogramme rouge de Louis Feuillade : Oscar Mazamette
- 1915 : Les Vampires 4 : Le Spectre de Louis Feuillade : Oscar Mazamette
- 1915 : Les Vampires 5 : L'Évasion du mort de Louis Feuillade : Oscar Mazamette
- 1915 : Triple entente de Gaston Ravel
- 1915 : Un coup du fakir de Louis Feuillade
- 1915 : L'Escapade de Filoche de Louis Feuillade : Filoche
- 1915 : Le Collier de perles de Louis Feuillade
- 1915 : Le Fer à cheval de Louis Feuillade
- 1915 : La pintade et le dindon de Marcel Lévesque + scénariste
- 1915 : L'Oncle de Bout de Zan de Louis Feuillade : L'oncle
- 1916 : Si vous ne l'aimez pas... de Louis Feuillade
- 1916 : C'est pour les orphelins ! de Louis Feuillade : L'artiste
- 1916 : Le Poète et sa folle amante de Louis Feuillade
- 1916 : Les Vampires 6 : Les yeux qui fascinent de Louis Feuillade
- 1916 : Les Vampires 7 : Satanas de Louis Feuillade
- 1916 : Les Vampires 8 : Le Maître de la foudre de Louis Feuillade
- 1916 : Les Vampires 9 : L'Homme des poisons de Louis Feuillade
- 1916 : Les Vampires 10 : Les Noces sanglantes de Louis Feuillade
- 1916 : Le pied qui étreint de Jacques Feyder
- 1916 : Le Retour de manivelle de Louis Feuillade
- 1916 : Les Fiançailles d'Agénor de Louis Feuillade
- 1916 : C'est le printemps ! de Louis Feuillade
- 1916 : Lagourdette gentleman cambrioleur de Louis Feuillade
- 1916 : La Peine du talion de Louis Feuillade : Narcisse
- 1916 : Les Mariés d'un jour de Louis Feuillade
- 1916 : Les Fourberies de Pingouin de Louis Feuillade
- 1916 : Judex de Louis Feuillade : Cocantin
- 1917 : La Fugue de Lily de Louis Feuillade
- 1917 : La Femme fatale de Louis Feuillade
- 1917 : Débrouille-toi de Louis Feuillade
- 1917 : Mon oncle de Louis Feuillade
- 1917 : La Nouvelle Mission de Judex de Louis Feuillade : Cocantin
- 1918 : Aide-toi de Louis Feuillade
- 1918 : Serpentin et son modèle de Jean Durand : Serpentin
- 1918 : Serpentin janissaire de René Plaissetty : Serpentin
- 1918 : Serpentin a tort de suivre les femmes de Édouard-Émile Violet : Serpentin
- 1918 : L'extraordinaire aventure d'Onésime Une production Cimiez
- 1918 : Onésime et le billet de mille de Ernest Bourbon
- 1919 : Serpentin cœur de lion de Jean Durand : Serpentin
- 1919 : La Sultane de l'amour de Charles Burguet et René Le Somptier : Nazir
- 1922 : Serpentin fait de la peinture de Alfred Machin : Serpentin
- 1923 : La Dame de chez Maxim's (La dama de Chez Maxim's) d'Amleto Palermi
- 1922 : L'empire du diamant de Léonce Perret
- 1924 : Il tacchino de Mario Bonnard
- 1924 : L'Héritage de cent millions de Armand Du Plessy
- 1931 : Tout ça ne vaut pas l'amour de Jacques Tourneur : Jules Renaudin, le pharmacien
- 1931 : Atout cœur de Henry Roussel : Le baron Gingleux
- 1932 : Pan! Pan! de Georges Lacombe - court métrage -
- 1933 : L'Héritier du Bal Tabarin de Jean Kemm : M. Pépin-Mounette
- 1933 : La belle escale de Carlo Felice Tavano - court métrage -
- 1934 : L'Affaire Coquelet de Jean Gourguet : M. Coquelet
- 1934 : Un drôle de locataire de René Pujol - court métrage -
- 1935 : Le Crime de monsieur Lange de Jean Renoir : Le concierge
- 1936 : Mon père avait raison de Sacha Guitry : Le docteur Maurice
- 1936 : Faisons un rêve de Sacha Guitry : Un invité lors du prologue
- 1941 : La Nuit fantastique de Marcel L'Herbier : M. tellier
- 1942 : Lumière d'été de Jean Grémillon : M. Louis
- 1943 : La Malibran de Sacha Guitry : Le vieux mélomane
- 1944 : Les Caves du Majestic de Richard Pottier : Le directeur de l'« Agence Internationale »
- 1946 : Six Heures à perdre de Alex Joffé et Jean Lévitte : Le général
- 1947 : La Grande Maguet de Roger Richebé
- 1948 : Tabusse de Jean Gehret : Le Pat
- 1951 : Adhémar ou le Jouet de la fatalité de Fernandel : M. Brunel-Lacaze
- 1957 : Assassins et Voleurs de Sacha Guitry

## Théâtre
- 1901 : Madame Flirt  de Paul Gavault et Georges Berr, Théâtre de l'Athénée
- 1902 : Les Angles du divorce  de Maurice Biollay, Théâtre de l'Athénée
- 1903 : L'Enfant du miracle  de Paul Gavault et Robert Charvay, Théâtre de l'Athénée
- 1907 : La Maison des juges de Gaston Leroux, Théâtre de l'Odéon
- 1908 : La Maison en ordre d'Arthur Wing Pinero, Théâtre Femina
- 1909 : Suzette d'Eugène Brieux, Théâtre du Vaudeville
- 1909 : L'Ex de Léon Gandillot, Théâtre du Vaudeville
- 1909 : La Meilleure des femmes de Paul Bilhaud et Maurice Hennequin, Théâtre du Vaudeville
- 1909 : Une grosse affaire de Maurice Hennequin et Pierre Veber, Théâtre des Nouveautés
- 1911 : Le Petit Café de Tristan Bernard, Théâtre du Palais-Royal
- 1914 : Le Mannequin de Paul Gaveau, Comédie Marigny
- 1920 : Je t'aime de Sacha Guitry, Théâtre Édouard VII
- 1922 : La Perle de Chicago de Maurice Dekobra, Théâtre des Arts
- 1926 : Une petite main qui se place de Sacha Guitry, Théâtre Édouard VII
- Le Gâteau des Rois de Marcelle Capron, Théâtre Edouard VII

## Distinctions
- Chevalier de la Légion d'honneur au titre du ministère du Travail et de la Sécurité sociale (décret du 27 septembre 1946). Parrain : Pierre Aldebert, directeur du théâtre national de Chaillot[5].